# Blindage magnétique
 (février 2018).
Si vous disposez d'ouvrages ou d'articles de référence ou si vous connaissez des sites web de qualité traitant du thème abordé ici, merci de compléter l'article en donnant les références utiles à sa vérifiabilité et en les liant à la section « Notes et références ».
Pour les articles homonymes, voir Blindage.
Le blindage magnétique consiste à isoler un dispositif des champs magnétiques continus ou de basse fréquence. Les techniques de blindage électromagnétique sont en effet inefficaces pour cette gamme de fréquence. De façon générale, un blindage magnétique doit être fait d'un matériau capable de concentrer les lignes de champ magnétique créées dans l'espace par des sources de champ magnétique, comme les aimants.

## Matériaux
Les matériaux permettant de réaliser un blindage magnétique sont les matériaux présentant une susceptibilité magnétique élevée. En effet, la susceptibilité magnétique décrit l'intensité de la réponse du matériau à une excitation magnétique. Un matériau présentant une susceptibilité magnétique élevée aura tendance à concentrer les lignes de champ magnétique en son sein. Le champ de fuite issu d'un tel matériau est donc, corrélativement, très faible.
D'autre part, dans le cas d'un matériau ferromagnétique, il est important que le champ coercitif du matériau soit le plus faible possible, afin d'éviter les effets d'hystérésis et notamment afin que le blindage magnétique soit efficace dès les champs les plus faibles. 
Le mu-métal, qui présente une susceptibilité extrêmement élevée, est particulièrement adapté à cet usage. Le permalloy et le supermalloy, qui sont également des alliages composés principalement de fer et de nickel, peuvent aussi être utilisés.
En théorie, les matériaux paramagnétiques pourraient également être utilisés pour le blindage. Leur aimantation rémanente et leur champ coercitif nuls par définition en font de très bon candidats. Cependant en pratique, leur susceptibilité magnétique est trop faible pour être des matériaux de blindage efficaces. Des recherches actuelles portent sur les matériaux superparamagnétiques, qui pourraient résoudre cet inconvénient.

## Considérations pratiques
En pratique, le blindage magnétique d'un dispositif consiste à le placer dans une boite recouverte à l'aide de plaques du matériau sensible au magnétisme ce qui n'est pas le cas de la plupart des materiaux. Comme dans le cas du blindage électromagnétique, le blindage magnétique ne doit pas laisser de trous qui pourraient laisser passer le moindre champ magnétique environnant. Cette isolation convient particulièrement pour isoler un dispositif électronique de toutes les influences magnétiques extérieures, notamment du champ magnétique terrestre.
Cependant, dans le cas de l'isolation d'un dispositif donné d'une source de champ connue et de faible taille (un aimant puissant situé à proximité du dispositif), il peut être plus avantageux de réaliser un blindage autour de la source de champ plutôt qu'autour des dispositifs électroniques sensibles au champ. D'autre part, il peut n'être pas nécessaire d'entourer complètement une source de champ ou un dispositif électronique avec un matériau de blindage. Si la source de champ et l'objet sont chacun de petite taille et de position connue, le blindage magnétique peut être une feuille du matériau de blindage, située entre les deux objets et de taille significativement plus grande qu'eux.
Enfin, il est nécessaire de laisser un espace entre la source de champ ou l'objet à protéger et le matériau de blindage. Un espace même de faible épaisseur permet en effet de diminuer considérablement le champ concentré au sein du blindage et ainsi de diminuer le champ de fuite parasite.
Si une boite contenant un dispositif est protégée à l'aide de plaques pliées aux dimensions, les traitements mécaniques appliqués aux plaques (pliage, sciage) sont susceptibles de diminuer l'efficacité du blindage. En effet, l'écrouissage du matériau peut, en augmentant le nombre de défauts cristallins, augmenter son champ coercitif. Un recuit du matériau de blindage (sous vide ou sous atmosphère réductrice) peut être utilisé pour recouvrer une efficacité maximale du blindage.

## Applications
Les applications sont tous les dispositifs mesurant des champs faibles, comme les capteurs magnétiques, et pour lesquels l'effet du champ magnétique terrestre serait gênante pour la mesure.

### Publications
- [PDF] Thèse dimensionnement de blindages Magnétiques - Louis Schmerber